# Lorentz Bolin
Lorentz Wladimir Bolin, född 24 april 1887 i Riga, Lettland, död 20 januari 1972 i Malmö, var en svensk biolog, lärare och författare.
Han blev filosofie kandidat vid Stockholms högskola 1912, filosofie magister 1914 och filosofie licentiat vid Uppsala universitet 1925. Han blev adjunkt vid folkskoleseminariet i Falun 1917 och tjänstgjorde som folkskoleinspektör i Halmstad 1920–1922. Han blev lektor vid folkskoleseminariet i Falun 1926 och lektor vid folkskoleseminariet i Helsingborg 1947, även studierektor vid Jordbrukare-Ungdomens förbund (JUF). 
Bolin publicerade ett stort antal böcker och läroböcker. Han var tillsammans med Lennart O.A. von Post författare till Floran i färg, utgiven av Almqvist & Wiksell och använd i undervisningen över hela landet, utgiven på flera språk och trycktes i ett stort antal upplagor. Bolin fick Landsbygdens författarstipendium 1970.
Lorentz Bolins far Ernst Bolin föddes i Karlshamn 1841. När fadern var i 45-årsåldern seglade han över till Riga med sin blivande hustru Jenny Sandström för att göra affärer. Paret gifte sig där efter något år och fick de tre sönerna Iwan Bolin, Lorentz och Sascha Bolin. Familjen flyttade tillbaka till Sverige när Lorentz var sex år gammal. Lorentz var gift 1919–1942 med journalisten Greta Bolin, född Jonsson-Sterner.